# Eldtofs
Eldtofs (Anthina flammea) är en svampart som beskrevs av Fr. 1832. Eldtofs ingår i släktet Anthina, divisionen sporsäcksvampar och riket svampar.  Arten är reproducerande i Sverige. Inga underarter finns listade i Catalogue of Life.